# Hugo Haak
Hugo Haak (Nieuwegein, 29 ottobre 1991) è un ex pistard olandese, vincitore del titolo europeo 2015 nella velocità a squadre.

## Palmarès

### Pista
- 2012

Campionati olandesi, Keirin
Campionati olandesi, Chilometro a cronometro
- 2013

Campionati olandesi, Chilometro a cronometro
Campionati olandesi, Velocità
- 2014

3ª prova Coppa del mondo 2013-2014, Velocità a squadre (Guadalajara, con Matthijs Büchli e Nils van 't Hoenderdaal)
3ª prova Coppa del mondo 2013-2014, Velocità (Guadalajara)
- 2015

Campionati europei, Velocità a squadre (con Nils van 't Hoenderdaal e Jeffrey Hoogland)
- 2016

Campionati olandesi, Velocità a squadre (con Nils van 't Hoenderdaal e Jeffrey Hoogland)

## Piazzamenti

### Competizioni mondiali
- Campionati del mondo su pista

Mosca 2009 - Keirin Junior: 19º
Mosca 2009 - Velocità Junior: 33º
Apeldoorn 2011 - Velocità a squadre: 6º
Apeldoorn 2011 - Chilometro a cronometro: 9º
Melbourne 2012 - Velocità a squadre: 7º
Melbourne 2012 - Chilometro a cronometro: 8º
Melbourne 2012 - Keirin: 31º
Minsk 2013 - Chilometro a cronometro: 7º
Minsk 2013 - Velocità a squadre: 10º
Minsk 2013 - Keirin: 13º
Cali 2014 - Velocità a squadre: 8º
Cali 2014 - Chilometro a cronometro: 5º
Cali 2014 - Velocità: 26º
Saint-Quentin-en-Yvelines 2015 - Velocità a squadre: 5º
Saint-Quentin-en-Yvelines 2015 - Chilometro a cronometro: 16º
Saint-Quentin-en-Yvelines 2015 - Velocità: 29º
Londra 2016 - Velocità a squadre: 2º

### Competizioni europee
- Campionati europei su pista

Pruszków 2010 - Velocità a squadre: 6º
Pruszków 2010 - Velocità: 16º
Pruszków 2010 - Keirin: 10º
Anadia 2011 - Chilometro a cronometro Under-23: 5º
Anadia 2011 - Velocità Under-23: 6º
Anadia 2011 - Keirin Under-23: 4º
Apeldoorn 2011 - Velocità a squadre: 4º
Apeldoorn 2011 - Keirin: 8º
Anadia 2012 - Chilometro a cronometro Under-23: 2º
Anadia 2013 - Chilometro a cronometro Under-23: 4º
Anadia 2013 - Velocità a squadre Under-23: 3º
Anadia 2013 - Velocità Under-23: 3º
Anadia 2013 - Keirin Under-23: 7º
Apeldoorn 2013 - Velocità a squadre: 7º
Apeldoorn 2013 - Velocità: 5º
Baie-Mahault 2014 - Velocità a squadre: 5º
Baie-Mahault 2014 - Chilometro a cronometro: 9º
Baie-Mahault 2014 - Keirin: 11º
Grenchen 2015 - Velocità a squadre: vincitore
Grenchen 2015 - Velocità: 7º
Grenchen 2015 - Keirin: 13º